# Гренадерский мост
Гренаде́рский мост — автодорожный металлический разводной мост через Большую Невку в Санкт-Петербурге. Соединяет Выборгскую сторону и Аптекарский остров.

## Расположение
Мост соединяет улицу Чапаева и набережную Карповки (Петроградский район) с Гренадерской улицей (Выборгский район). На левом берегу к мосту примыкает Аптекарский мост через Карповку, образующий предмостную площадь.
Рядом с мостом расположен Ботанический сад БИН РАН.
Выше по течению находится Сампсониевский мост, ниже — Кантемировский мост.
Ближайшая станция метрополитена — «Выборгская».

## Название
Своё название мост получил в 1904 году от казарм Гренадерского полка, которые были сооружены в 1803—1809 годах (солдатский корпус находился на набережной реки Карповки, офицерский корпус — на Петроградской набережной).

## История
Первая наплавная переправа в районе современного Гренадерского моста появилась в 1758 году, это был пятый в городе наплавной мост. В 1806 году наплавной мост перевели в район современного Сампсониевского моста, а на этом месте был устроен лодочный перевоз.
В 1904 году инженером И. С. Зибертом в створе Малого Сампсониевского проспекта был сооружён деревянный балочно-подкосный мост на свайных основаниях. Мост был 12-пролётным с центральным двукрылым разводным пролётом, разводящимся вручную.
В 1922 году выполнен ремонт проезжей части моста с заменой части ветхих брусьев и перил. В 1930 году по мосту открылось трамвайное движение.
В 1951 году по проекту инженера «Лендормостпроекта» В. В. Блажевича мост был перестроен в 18-пролётный с металлическими пролётными строениями из двутавровых балок. Разводной пролёт стал однокрылым с электромеханическим приводом, он разместился на левобережной опоре. Работы по ремонту моста выполнила 2-я строительная контора треста «Ленмостострой» под руководством производителя работ В. А. Аланова.
В 1971—1975 годах по проекту инженеров института «Ленгипроинжпроект» В. В. Демченко, Б. Б. Левина, Ю. Л. Юркова, архитекторов Л. А. Носкова и П. А. Арешева в 90 м ниже по течению Большой Невки, в створе набережной реки Карповки, был построен новый Гренадерский мост.
Строительство моста осуществляло СУ—1 треста «Ленмостострой» под руководством главного инженера Е. В. Лейкина и производителей работ А. Н. Кулибина, Л. С. Кулибанова, П. В. Васильева. Для улучшения транспортной обстановки одновременно с переносом моста была проложена Гренадерская улица, а также построен тоннель на Выборгской набережной и капитально реконструирован Аптекарский мост через Карповку. Для строительства тоннеля берег был отодвинут в сторону реки в пределах развязки на 25 м, а красная линия набережной смещена в сторону реки на 10—15 м.
В декабре 2002 года на мосту установлена система художественной подсветки. В 2008—2009 годах проведены работы по капитальному ремонту трамвайных путей с заменой дорожного покрытия.

## Конструкция
Мост трёхпролётный с центральным разводным пролётом и боковыми металлическими пролётами. Схема разбивки на пролеты: 75,75 + 32,0 + 75,75 м. По своему внешнему виду мост напоминает Тучков мост через Малую Неву. Длина разводного пролёта в свету — 30 м, боковых пролётов — 74 м, высота пролётного строения составляет 1/61 от длины пролёта. Длина моста между задними гранями устоев составляет 218,8 м, ширина — 27 м.
Стационарные пролётные строения выполнены в виде неразрезных балок с криволинейным очертанием нижнего пояса по схеме 9,0 + 75,75 + 6,3 м. Пролёты длиной 9,0 м расположены в пределах устоев, величиной 6,3 м — в пределах опор разводного пролёта. Центральные пролёты длиной 75,75 м находятся в пределах русла реки. В поперечном сечении стационарные пролётные строения состоят из четырёх главных балок, объединённых попарно ортотропной плитой с поперечными диафрагмами и с балочной клеткой между объединёнными парами. Расстояние между главными балками – 8,35 + 7,3 + 8,85 м. Защемление осуществлено путем анкеровки концевых консолей балок в опору моста. Такая конструкция пролётного строения применена впервые на разводном мосту в Санкт-Петербурге.
Разводной пролёт однокрылый металлический цельносварной раскрывающейся системы с шарнирно подвешенными противовесами, с неподвижной осью вращения расчётным пролётом 32,0 м. Максимальный проектный угол раскрытия крыла 70°. В закрытом состоянии — простая разрезная балка. Механизм разводки — гидравлические домкраты. Пролётное строение включает четыре главные балки установленные по схеме 6,55 + 9,10 + 6,55 м и объединённые ортотропной плитой проезжей части и нижними продольными связями. Хвостовая часть главных балок выполнена в виде сложной криволинейной конструкции, образующей посадочные места гнезда для подшипников оси подвешивания противовеса. Использование шарнирного подвешивания противовеса с эксцентричным прикреплением позволило добиться необходимых размеров опоры разводного пролёта и сделать более определённой уравновешенность крыла.
Устои и промежуточные опоры массивные железобетонные на свайном основании (железобетонные сваи диаметром 60 см), облицованы гранитом.
Мост предназначен для движения автотранспорта, трамваев и пешеходов. Проезжая часть моста включает в себя 6 полос для движения автотранспорта (включая 2 трамвайных пути). Троллейбусная линия не используется в маршрутном движении с 2000 года. Трамвайная линия используется только для временных маршрутов и следования в парк №3. На правом берегу устроен транспортный тоннель. Покрытие проезжей части на постоянных пролётах асфальтобетонное по ортотропному настилу, на разводном пролёте — эпосланбетонное по ортотропному настилу, тротуаров — литой асфальт. Перильное ограждение металлическое сварное, на опорах и устоях моста завершается гранитными парапетами.